# Thomas Vinterberg
Thomas Vinterberg (Frederiksberg, Dinamarca; 19 de mayo de 1969) es un director de cine, cofundador del movimiento cinematográfico Dogma 95, con el que se buscaba recuperar la pureza del cine estableciendo estrictas reglas para simplificar la producción de películas. Esta propuesta tan radical y agresiva se plasmó en una docena de películas que tuvieron una gran repercusión en el mundo del cine. Las más recientes obras de Vinterberg no respetan esos postulados.

## Filmografía

### Cortos
Vinterberg terminó sus estudios en la Escuela Nacional de Cine de Dinamarca en 1993 con la película Last Round (Última visita), la cual ganó el premio del jurado y de los productores en el Festival Estudiantil Internacional de Cine de Múnich y el primer premio en el festival de Tel Aviv, antes de ser nominada al Óscar en 1994. El director recibió además otros galardones, y numerosos premios en festivales internacionales por sus cortometrajes, como el de ficción The Boy Who Walked Backwards (Los chicos que andaban hacia atrás, 1994), producido por Birgitte Hald. Ese mismo año, Vinterberg hizo su primer drama televisado, emitido por la cadena DR TV.
En 1995, Vinterberg fundó el movimiento Dogma 95 junto con Lars von Trier, Kristian Levring y Søren Kragh-Jacobsen.

### Largometrajes
Debutó como director de largometrajes con Héroes (The Biggest Heroes, en danés De Største Helte, 1996) la cual recibió varios premios y fue muy bien recibida en Dinamarca. 

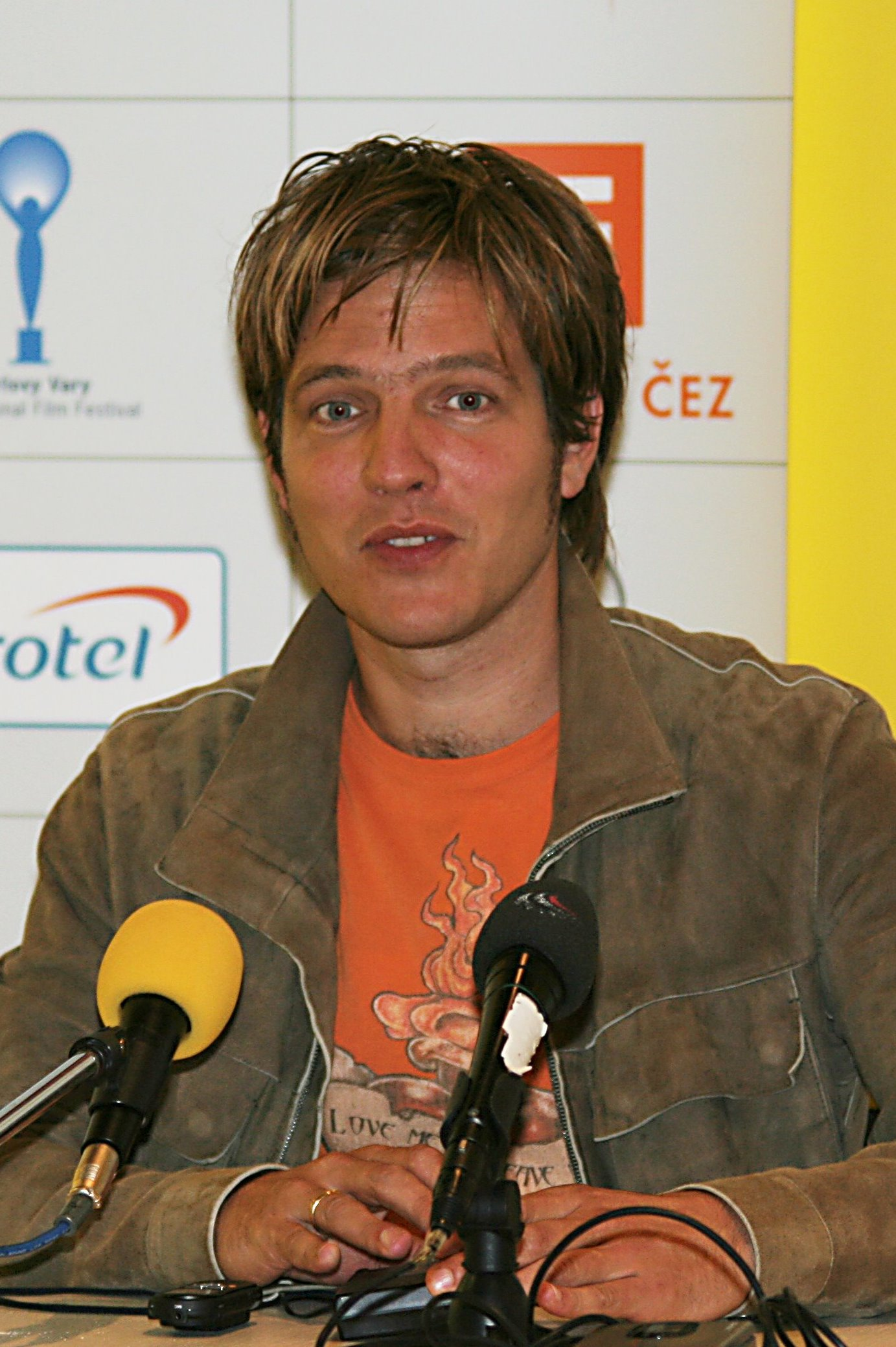
Thomas Vinterberg en 2005.

Con La celebración de 1998 colaboró con el movimiento Dogma y se convirtió en un autor conocido en todo el mundo. Cabe destacar que en los créditos de la película y en IMDb no aparece ningún director, sin embargo, tanto él como la película recibieron numerosas nominaciones y premios. Este filme cuenta la reunión de una familia y amigos de un patriarca para celebrar su aniversario. Sin embargo, durante la cena un discurso pronunciado por uno de sus hijos hará saltar en pedazos la celebración y la alegría de los asistentes, transformándola en un doloroso ejercicio de memoria y de catarsis. La película recibió el premio del jurado en el Festival de Cannes de 1998, y fue aclamada por la crítica y el público. Ese mismo año Lars Von Trier dirigió Los idiotas, y ambas se han convertido en los exponentes de Dogma 95.
En 2002 Vinterberg escribió, dirigió y produjo Todo por Amor, una apocalíptica historia de amor de ciencia ficción estrenada un año después. Esta cinta se aleja radicalmente de los postulados Dogma. Está hablada en inglés y es protagonizada por actores de renombre como Joaquín Phoenix, Sean Penn y Claire Danes; no tuvo el éxito de su predecesora.
En 2005 dirigió Querida Wendy, escrita por Von Trier, una película en la cual un grupo de jóvenes marginales estadounidenses crea un club secreto cuya filosofía se basa en el pacifismo y la pasión por las armas de fuego. Aunque la película tiene adeptos y detractores, fue un fracaso de taquilla incluso en Dinamarca, donde sólo vendió 14521 entradas. La banda sonora utiliza algunas canciones de The Zombies.
El 1 de agosto de 2008 dirigió el video musical de la canción "The Day That Never Comes", el primer sencillo del disco Death Magnetic del grupo Metallica.
En 2010 dirigió Submarino, una cinta sobre dos hermanos marcados por su infancia en un hogar con graves disfunciones. La cinta estuvo nominada al Oso de Oro en el Festival Internacional de Cine de Berlín de 2010.

### Filmografía
- Drengen der gik baglæns, 1994.
- De største helte, 1996.
- La celebración, 1998.
- It's All About Love, 2003.
- Querida Wendy, 2005.
- En mand kommer hjem, 2007.
- Submarino, 2010.
- Jagten, 2012.
- Far from the Madding Crowd, 2015.
- La comuna, 2016.
- Kursk, 2018.
- Druk, 2020.

## Premios y distinciones
Premios Óscar
| Año  | Categoría                                       | Trabajo nominado | Resultado |
| ---- | ----------------------------------------------- | ---------------- | --------- |
| 2014 | Mejor película extranjera (de habla no inglesa) | Jagten           | Nominado  |
| 2020 | Mejor director                                  | Druk             | Nominado  |
| 2020 | Mejor película internacional                    | Druk             | Ganador   |

Festival Internacional de Cine de Cannes
| Año  | Categoría                   | Película       | Resultado |
| ---- | --------------------------- | -------------- | --------- |
| 1998 | Premio del Jurado           | La celebración | Ganador   |
| 2012 | Premio del Jurado Ecuménico | La caza        | Ganador   |